# Santa Cruz (Kalifornie)
Santa Cruz je město ve státě Kalifornie, USA, na pobřeží Tichého oceánu, přibližně 120 km (75 mil) jižně od San Francisca v oblasti Monterey Bay.
Santa Cruz má přes 50 tisíc obyvatel a je oblíbeným turistickým letoviskem. Je sídlem pobočky University of California. Důležitými ekonomickými oblastmi vedle turismu je zpracování potravin, působnost malých firem a IT odvětví.

## Město
Střed města leží na pobřeží oceánu, zde se nachází dřevěné molo Santa Cruz Wharf s několika domky a restauracemi. Východně od mola na ulici Beach St. je promenáda Santa Cruz Boardwalk se zábavním parkem a řadou restaurací. Západním směrem, podél pobřeží, se dostaneme ke starému majáku, kde je Muzeum surfování. V okolí majáku a jižního výběžku pevniny Steamer Lane se nachází park Lighthouse Field State Beach. Přibližně 2 km západně dále podél pobřeží leží další park Natural Bridges. Vlny oceánu zde vytvořily otvory v pobřežních útesech a vznikly tak přírodní mosty.
Hlavní centrum města mimo pobřeží tvoří ulice Pacific Ave, kde se nachází většina obchodů, butiků, restaurací, fastfoodů, kinosál i autobusové nádraží (ve vedlejší ulici). Pacific Ave leží pár stovek metrů severně od mola Santa Cruz Wharf. Zbylou část města pak tvoří zástavba jedno a dvoupodlažních dřevěných rodinných domů. Východně od centra leží přístav Santa Cruz.

## Osobnosti města
- Ted Templeman (* 1944), hudební producent a hudebník
- Jeff Ballard (* 1963),  jazzový bubeník
- Marisa Millerová (* 1978), herečka a modelka
- Chris Sharma (* 1981), horolezec

## Fotogalerie

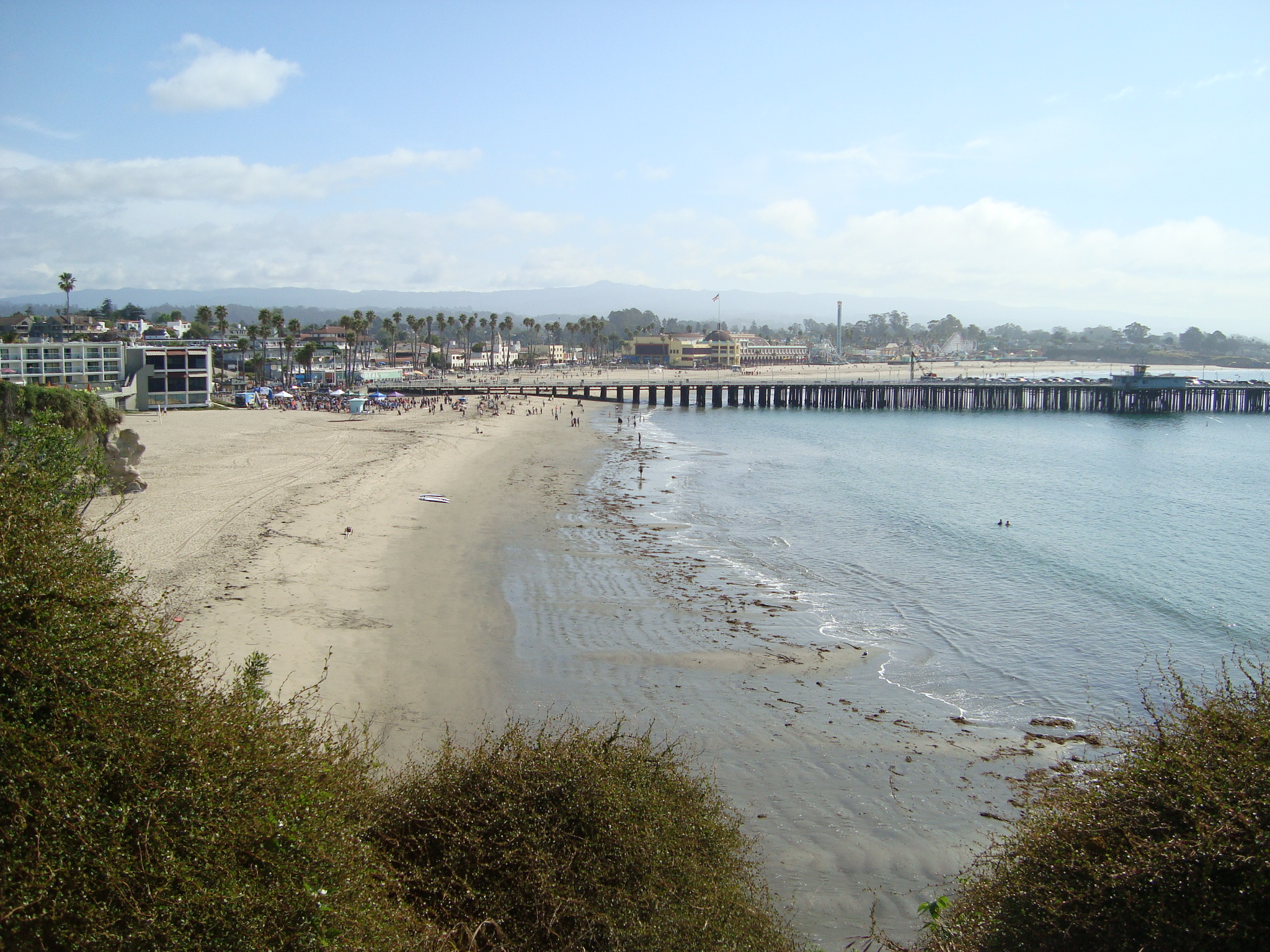
Santa Cruz
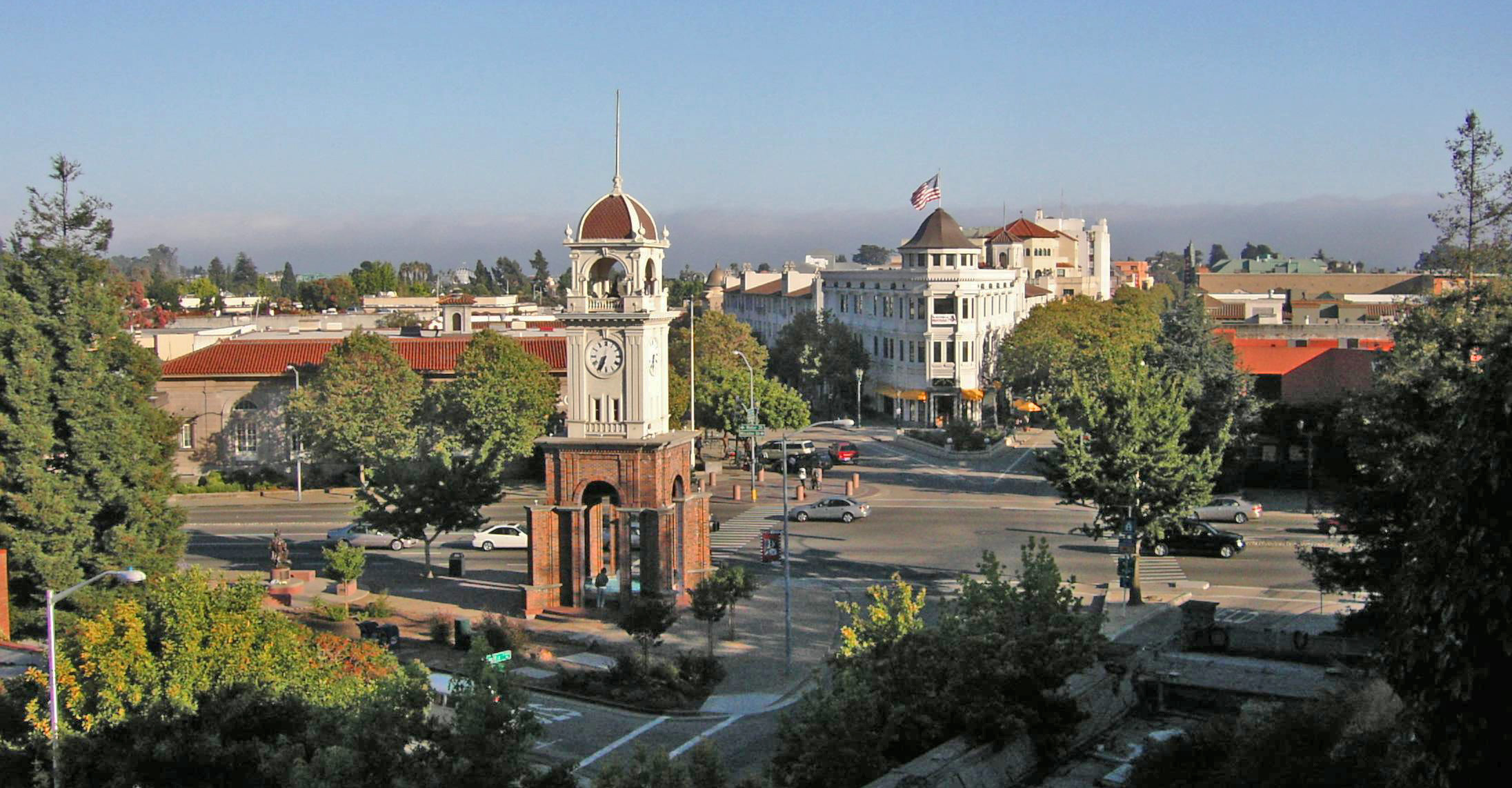
centrum města
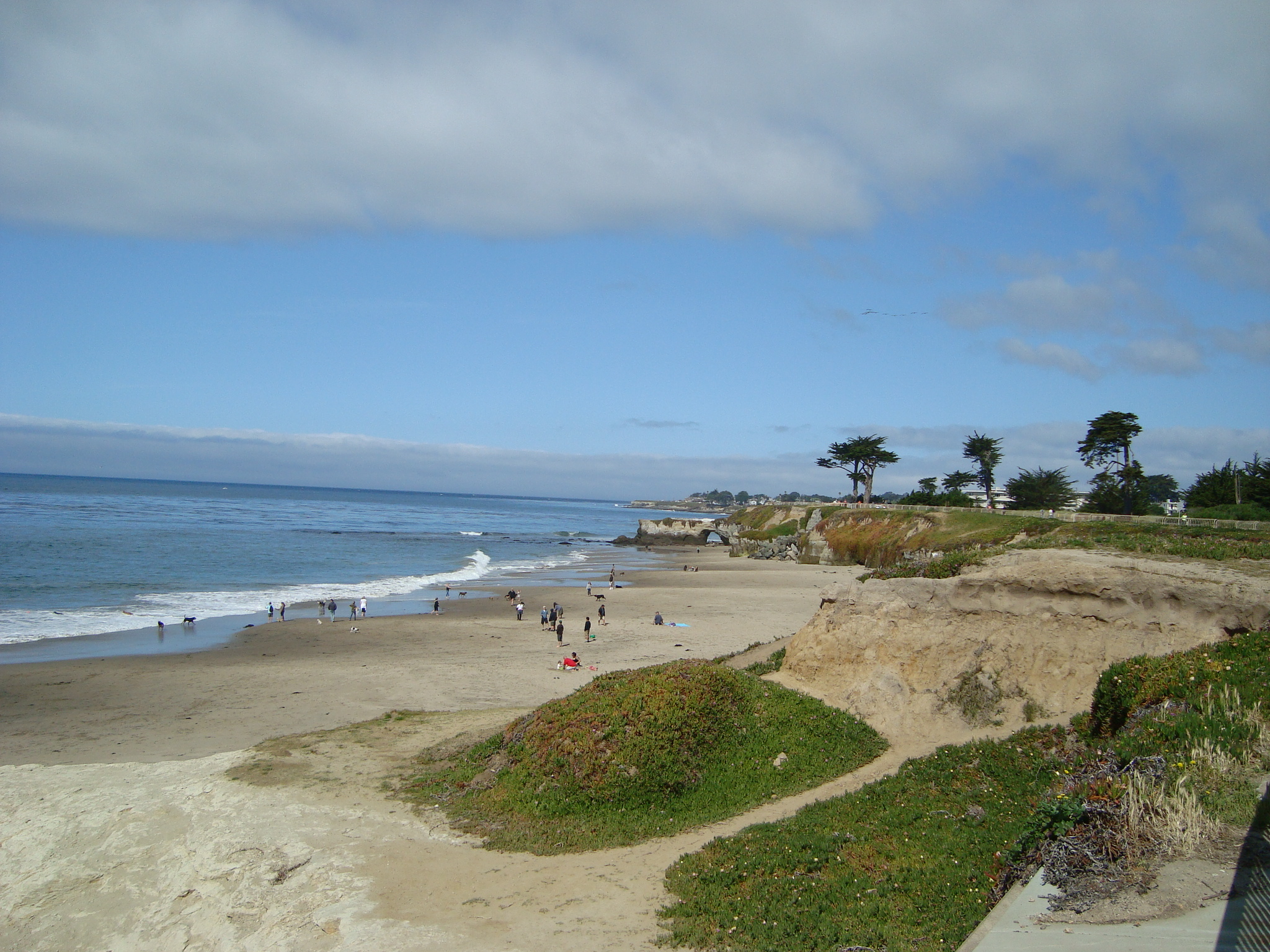
západně od Steamer Lane a majáku
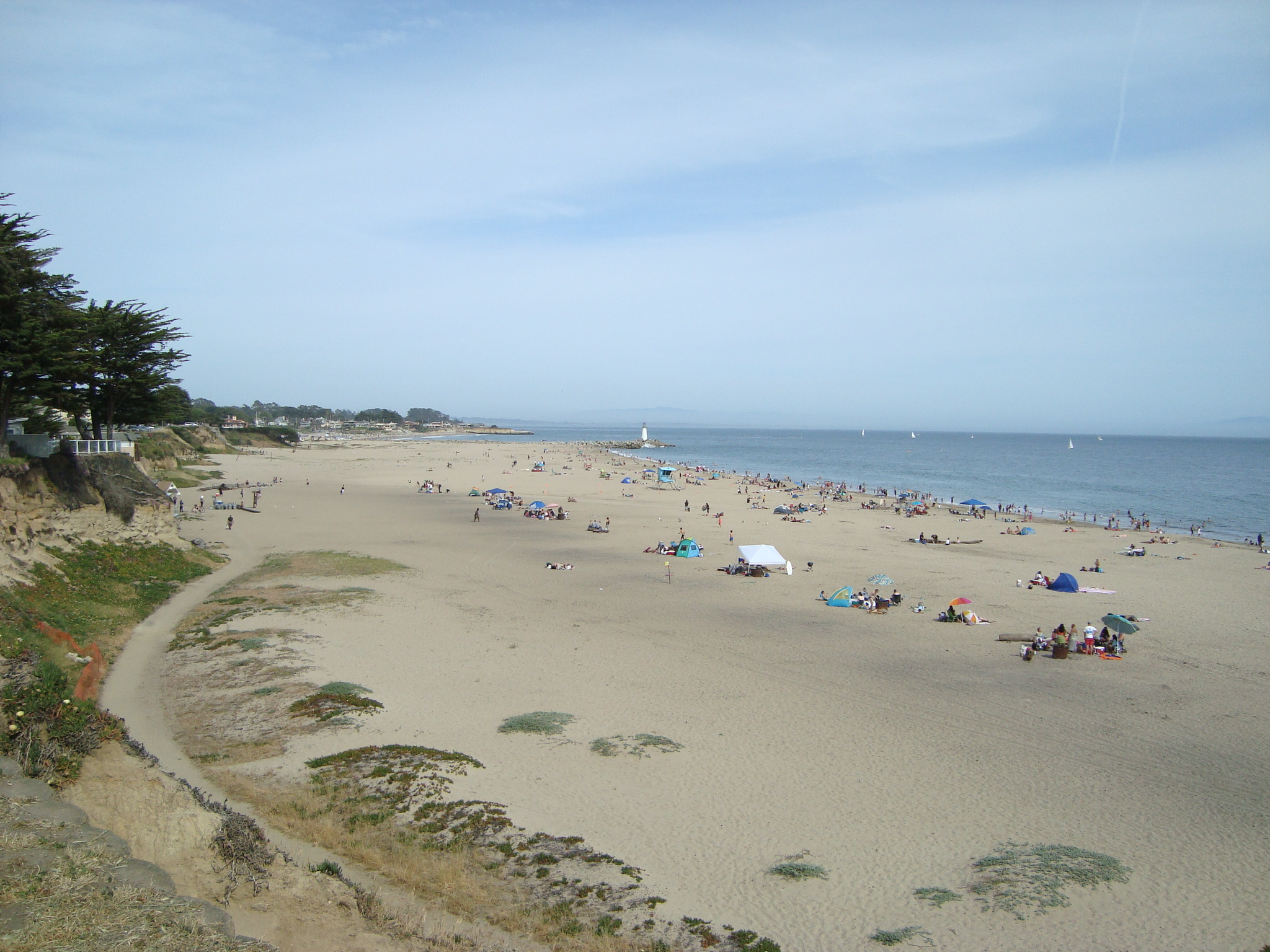
východní pláž u přístavu